# Luca Granato
Luca Granato (Salerno, 14 febbraio 1981) è un regista e direttore della fotografia italiano.

## Biografia
Ha studiato fotografia cinematografica al Centro sperimentale di cinematografia di Roma, dove si è diplomato nel 2009.
Successivamente inizia la sua attività di regista lavorando prevalentemente alla realizzazione di documentari e programmi televisivi di intrattenimento culturale.
Ha diretto, per 6 edizioni, la serie di documentari per Sky Arte Sette meraviglie e la serie Artists in Love, che narra le storie di coppie famose di artisti, quattro stagioni del programma di intrattenimento culturale Sei in un Paese meraviglioso.
Nel 2017 ha curato la regia del programma Brunori Sa, esordio televisivo del cantautore Brunori Sas, per Rai 3.
Per la stessa rete, nel 2019, dirige il programma A raccontare comincia tu.
Dal 2022 è il regista del programma di divulgazione scientifica Quinta dimensione - Il futuro è già qui.

## Filmografia

### Regista
- La pianta - cortometraggio (2004)
- La cena è servita - cortometraggio (2005)
- Tutte le donne - cortometraggio (2010)
- Domus aurea - Il sogno di Nerone - documentario (2015)
- Piero della Francesca, dal Borgo a San Sepolcro - documentario (2019)
- Verrocchio - Il maestro di Leonardo  - documentario (2019)
- Ostia - Sulle sponde della storia - documentario (2020)
- Dante - La visione dell’arte - documentario (2021)
- La Maddalena - documentario (2022)

### Direttore della fotografia
- La pianta - cortometraggio (2004)
- La cena è servita - cortometraggio (2005)
- Un giorno ideale  - cortometraggio (2007)
- Fagioli - cortometraggio (2008)
- La cena è servita - cortometraggio (2005)
- Interferenze - cortometraggio (2008)

## Programmi televisivi

### Regista
- Sette meraviglie (2013-2014-2015-2017)
- Sei in un Paese meraviglioso (2017-2018-2019-2020)
- Mixitalia (2013)
- Abc in cucina (programma televisivo) (2014)
- Signorie (2014)
- Artists in Love (2016)
- Brunori Sa (2018)
- A raccontare comincia tu (2019)
- Grandi maestri (2021-2022)
- Quinta dimensione - Il futuro è già qui (2023-2024)
- Roma tra arte e fede (2024)